# Bernard Guyot
Bernard Guyot   (Longjumeau, 19 de novembre de 1945 - Péronne, 28 de febrer de 2021) fou un ciclista francès que fou professional entre 1967 i 1974.
El 1964 va prendre part en la cursa en ruta dels Jocs Olímpics. Com a ciclista amateur aconseguí nombroses victòries, entre les quals destaca la Cursa de la Pau del 1966. El 1967 passà al professionalisme, sent aquest el seu millor any, amb victòries, entre d'altres, en una etapa de la París-Niça i a la Volta a Catalunya. Aquests èxits li van valer per ser reconegut amb el Premi Prestige Pernod el 1967 i el Promotion Pernod el 1967 i 1968.
El seu germà Claude també fou ciclista professional.

## Palmarès
- 1964
  - 1r al Tour de Namur i vencedor d'una etapa
  - Vencedor d'una etapa a la Volta al Marroc
- 1965
  - 1r al Tour de l'Yonne
  - 1r a la París-Mantes
  - Vencedor de 2 etapes al Tour de l'Avenir
- 1966
  - 1r a la París-Chartres
  - 1r a la París-Brussel·les amateur
  - 1r a la Cursa de la Pau i vencedor d'una etapa
  - Vencedor d'una etapa al Tour de l'Avenir
- 1967
  - 1r al Tour de l'Herault
  - 1r al Tour de Morbihan i vencedor d'una etapa
  - Vencedor d'una etapa a la París-Niça
  - Vencedor d'una etapa a la Volta a Catalunya
  - Vencedor d'una etapa al Gran Premi de la Bicicleta Eibarresa
  - Vencedor d'una etapa als Quatre dies de Dunkerque
- 1968
  - 1r a la Ronda d'Alvèrnia
- 1969
  - 1r als Boucles de la Seine

### Resultats al Tour de França
- 1968. 27è de la classificació general
- 1969. 50è de la classificació general
- 1970. Fora de control (7a etapa)
- 1971. 28è de la classificació general
- 1972. 81è de la classificació general